# Stari grad (Kragujevac)
Pour les articles homonymes, voir Stari Grad.
Stari grad ou Stara Varoš (en serbe cyrillique : Стари град ou Стара Варош) est une municipalité de Serbie située dans le district de Šumadija. Elle fait partie des cinq municipalités constituant Kragujevac et comprend le centre ancien de la ville. En 2002, elle comptait 62 794 habitants.

## Communautés locales de Stari grad

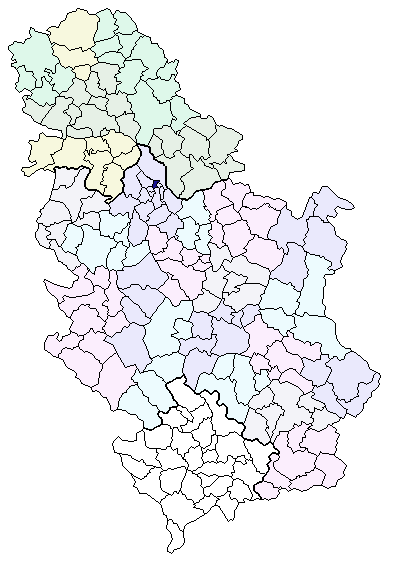
Localisation de la municipalité de Stari grad en Serbie

La municipalité de Stari grad compte 10 communautés locales :
- Bagremar
- 21. Oktobar
- Stara Radnička Kolonija
- 1. Maj
- Bubanj
- Sušica
- Vašarište
- Centar Grada
- Palilula
- Erdoglija